# Cesare Cesariano

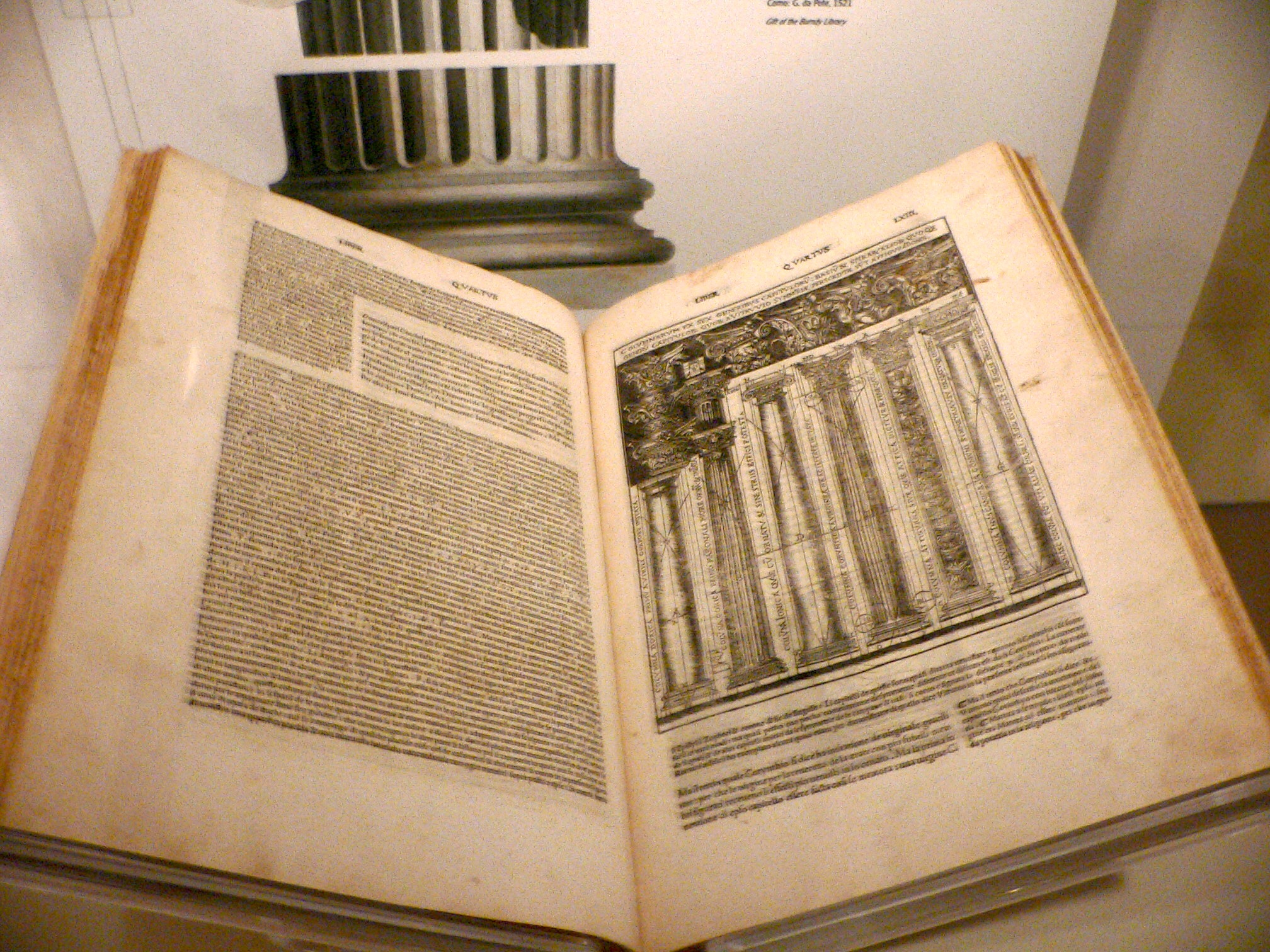
De architectura, tradotta e illustrata da Cesare Cesariano, edita nel 1521

Cesare Cesariano (10 dicembre 1475 – Milano, 30 marzo 1543) è stato un pittore e architetto italiano, nonché teorico dell'architettura, rappresentante del periodo di transizione tra l'architettura rinascimentale e quella manieristica, autore della prima edizione in italiano del De architectura di Vitruvio.

## Biografia
Le informazioni sulla sua vita risultano piuttosto lacunose per mancanza di documentazione. Tradizionalmente la data di nascita era fissata al 1483, tuttavia è riemersa la sua probabile data di nascita dal manoscritto autografo n.9/2790 della Real Academia de la Historia di Madrid. Apparteneva a una famiglia di piccola nobiltà, probabilmente originaria di Ciserano (da cui poi l'artista fece derivare "Cesariano")  e il padre era iscritto alla corporazione dei notai di Milano e coinvolto nelle vicissitudini politiche di quegli anni a causa delle quali cadde in disgrazia. Anche il luogo di nascita è incerto: sembra probabile sia nato a Milano, anche se si è ipotizzato anche Ciserano ovvero Prospiano, dove la famiglia possedeva dei beni.
Dopo la morte prematura del padre visse giovanissimo presso la corte degli Sforza a Milano. Ebbe come maestro Bramante che ricorderà sempre con grande stima come «primario praeceptore». Lasciò la città giovanissimo, intorno al 1490 (ovvero nel 1493), per gravi problemi familiari, fuggendo dalla matrigna. Sembra abbia vagato per vari centri della pianura padana fino al monastero del Polirone, dove incontrò un cortigiano estense che lo introdusse alla corte ferrarese con piccoli incarichi per gli spettacoli teatrali.
Dal 1493 al 1496 lavorò a Parma, dove si sposò e dipinse la sagrestia di San Giovanni Evangelista.
Fuggito da Parma con l'accusa di omicidio, dal 1496 visse per un periodo piuttosto lungo a Reggio Emilia, tanto da essere spesso poi definito "Cesare da Reggio". L'attività come pittore ed architetto svolta a Reggio è in parte ancora da studiare e dovette essere abbastanza significativa nell'orientare verso forme rinascimentali il panorama artistico della città.
Dal 1507 visse a Roma dove entrò in contatto con il Perugino, il Pinturicchio e Luca Signorelli, mentre nel 1512 completò una pala d'altare per la chiesa di Sant'Eufemia a Piacenza.

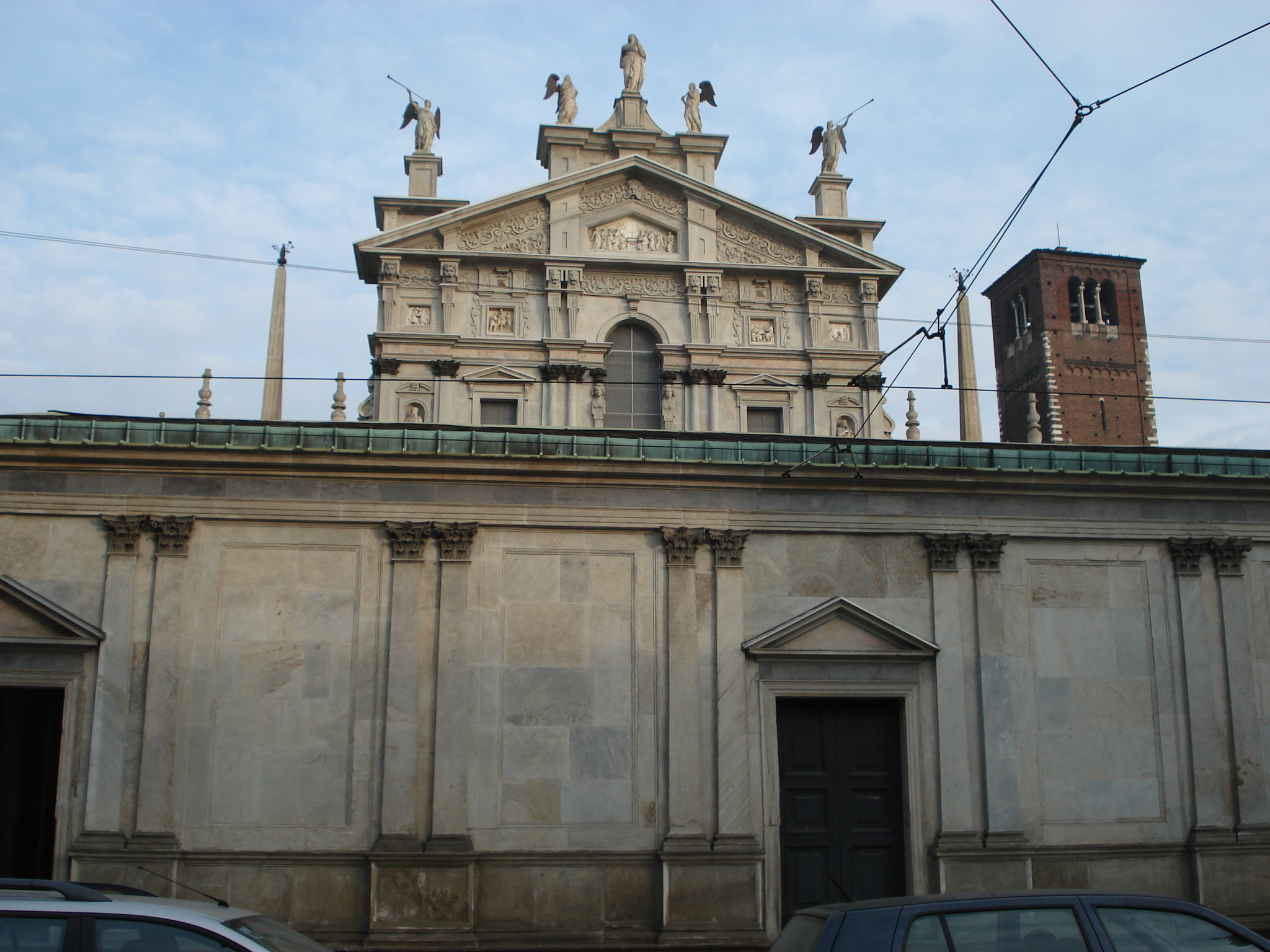
Il pronao di Santa Maria presso San Celso, attribuito a Cesariano

Svolse gran parte della sua successiva attività a Milano dove ritornò in concomitanza con la cacciata dei francesi e il rientro degli Sforza, tra il 1512 e il 1513 diventando ingegnere di fortificazioni ed architetto di corte del Duca Massimiliano Sforza, senza tuttavia avere commissioni particolarmente importanti, tanto che l'elenco delle opere attribuite è molto scarno e controverso.
Lavorò al cantiere della chiesa di Santa Maria presso San Celso; a lui sono attribuiti, con molti dubbi, interventi sul portico antistante la chiesa ed un progetto non realizzato della facciata. Progettò parte dell'impianto difensivo del Castello Sforzesco di Milano; collaborò inoltre con la Fabbrica del Duomo dipingendo, con altri artisti, la sala dei Deputati, demolita nel XIX secolo.
Nel 1528 ottenne dal governatore spagnolo l'incarico di ingegnere ducale, mentre cinque anni dopo ricevette il riconoscimento di architetto della città di Milano e, infine, nel 1535 fu uno dei direttori della fabbrica della cattedrale.

## De architectura
L'importanza di Cesariano nella cultura architettonica del XVI secolo è legata quasi esclusivamente alla sua attività di studioso e teorico dell'architettura. In particolare
Cesariano è noto universalmente come l'autore della prima traduzione a stampa dell'opera del De architectura di Vitruvio pubblicata sotto il titolo: Di Lucio Vitruvio Pollione de architectura libri dece traducti de latino in vulgare affigurati: commentati et con mirando ordine insigniti.... Il testo fu edito a Como nel 1521, da Gottardo da Ponte, in lingua volgare, con un ampio commento ed un ricco apparato iconografico con molte incisioni tratte da disegni dell'autore. L'edizione fu preceduta da liti e polemiche tra Cesariano ed i suoi soci nell'impresa editoriale, tra cui Benedetto Giovio, tanto da impedire che nell'opera fosse inclusa la traduzione ed il commento di Cesariano della parte finale del IX libro e tutto il X libro, sostituiti dall'opera di altri.